# Triglitz
Triglitz är en kommun och ort i Landkreis Prignitz i delstaten Brandenburg, Tyskland.
Kommunen ingår i kommunalförbundet Amt Putlitz-Berge tillsammans med kommunerna Berge, Gülitz-Reetz, Pirow och Putlitz. De tidigare kommunerna Mertensdorf, Silmersdorf och Triglitz bildade 31 december 2001 den nya kommunen Triglitz .